# Nguyễn Trần Khánh Vân
Nguyễn Trần Khánh Vân (nacida el 25 de febrero de 1995) es una modelo y reina de belleza vietnamita. Fue coronada Miss Universo Vietnam 2019 y representó a Vietnam en Miss Universo 2020 y terminó en el Top 21 de cuartofinalistas.

## Primeros años y educación
Khánh Vân nació en la Ciudad Ho Chi Minh (Saigón). Asistió a la Universidad de Teatro y Cine de la Ciudad Ho Chi Minh, donde guardó el resultado de 2015.

## Concursos de belleza
Khánh Vân comenzó su carrera en concursos de belleza en 2013, cuando fue coronada Miss Teen Áo dài Vietnam 2013, un concurso de belleza vietnamita donde mujeres jóvenes compitieron con el traje tradicional áo dài. Posteriormente, quedó como segunda finalista en el concurso vietnamita Miss Estrella 2014. Khánh Vân también comenzó a participar en más concursos nacionales importantes ese año, ubicándose en el Top 40 de Miss Vietnam 2014, y más tarde en el Top 10 de Miss Universo Vietnam 2015.
En 2018, compitió en el concurso de búsqueda de modelos vietnamitas Supermodelo vietnamita 2018, en el que fue asesorada por la cantante y presentadora vietnamita Hương Giang. Khánh Vân avanzó hasta el final de la serie hasta ser declarado una de las finalistas. Un año después, regresó a los concursos de belleza y compitió en Miss Universo Vietnam 2019. Khánh Vân avanzó a través de las múltiples etapas de la competencia y finalmente fue coronada como ganadora por la saliente Miss Universo Vietnam H'Hen Niê. Como ganadora de Miss Universo Vietnam 2019, representó a Vietnam en Miss Universo 2020.

## Miss Universo 2020
La 69.ª edición de Miss Universo debía celebrarse en 2020, pero se retrasó hasta mayo de 2021 debido al impacto de la pandemia de COVID-19. Como ganadora de Miss Universo Vietnam 2019, Khánh Vân se unió a Miss Universo 2020 en el Seminole Hard Rock Hotel & Casino en Hollywood, Florida, con otras 73 mujeres de todo el mundo.
Durante la presentación de trajes nacionales el 14 de mayo de 2021, impresionó al público vistiendo «Kén Em», un disfraz de Cocoon inspirado en la imagen del capullo de gusano de seda utilizado en el tejido de seda. «Kén Em» fue elaborado 100 por ciento utilizando una meticulosa técnica de tejido a mano, que también simboliza el espíritu virtuoso y paciente del pueblo vietnamita. Fue uno de los seis trajes nacionales favoritos elegidos por Catriona Gray, la Miss Universo 2018.
Después de la competencia preliminar y una entrevista a puerta cerrada, logró ingresar al Top 21 y recibió el mayor número de votos en la historia de Miss Universo.